# Muppberg
Der Muppberg – nicht zu verwechseln mit dem nahegelegenen Ortsteil namens Mupperg der Gemeinde Föritztal – ist ein 515,7 m ü. NHN hoher, zwischen Neustadt bei Coburg, Sonneberg und Heubisch gelegener Zeugenberg. Zum 1. Januar 1975 wurde der 204 Hektar große, gemeindefreie Forstbezirk Muppberg (Neustadter Forst) aus dem Coburger Domänenvermögen nach Neustadt eingemeindet. Auf dem Gipfel stehen die Arnoldhütte, eine nach Max Oscar Arnold benannte Schutzhütte, und daneben der Prinzregententurm.
Außerdem befindet sich dort auch ein Sendeturm, der unter anderen zur Verbreitung des Radioprogramms von Radio Eins auf 92,2 MHz mit 50 W ERP verbreitet.

## Prinzregententurm

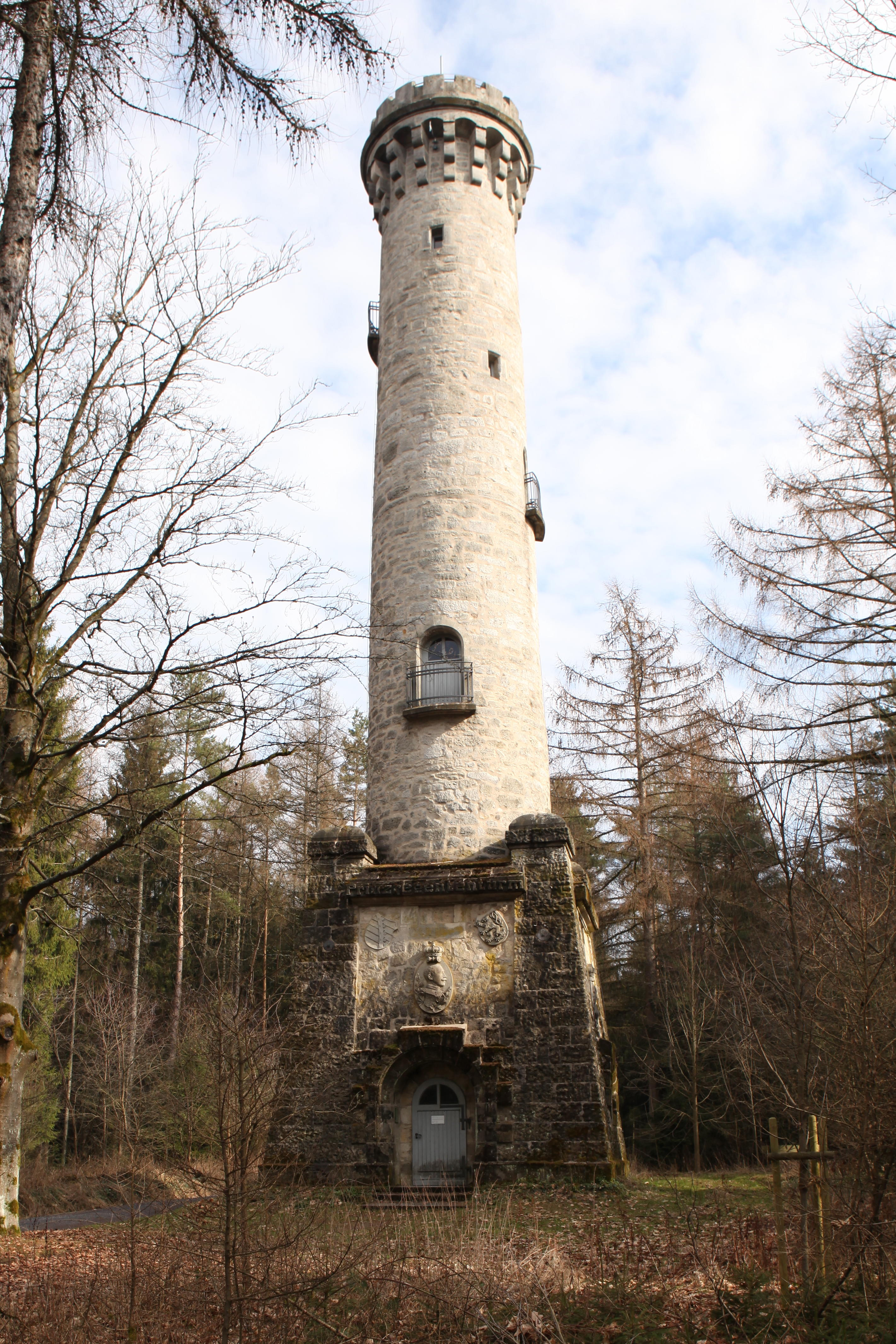
Prinzregententurm auf dem Muppberg

Der Muppberg ist durch viele Wanderwege sehr gut erschlossen. Auf Initiative von Max Oscar Arnold errichtete der Verschönerungsverein Neustadt den 28 Meter hohen Aussichtsturm. Die Baukosten von 12.500 Mark wurden durch Sammlungen und Spenden bezahlt. Namensgeber des am 4. Juni 1905 eingeweihten Turmes ist Ernst II. zu Hohenlohe-Langenburg, der nach dem Tod seines Schwiegervaters Herzog Alfred am 30. Juli 1900 bis zum 18. Juli 1905 die Regierungsgeschäfte in den Herzogtümern Sachsen-Coburg und Gotha für den noch unmündigen Carl Eduard führte. Der Rundturm aus Sandstein in Jugendstilformen hat ein Sockelgeschoss mit Reliefs des Bildhauers Emil Bunzel nach Vorlagen von Max Derra, die den Prinzregenten Ernst zu Hohenlohe-Langenburg auf der Westseite, den Herzog Ernst II. auf der Ostseite, den Herzog Alfred auf der Nordseite und den Herzog Carl Eduard auf der Südseite darstellen. Die Bauausführung hatte der Maurermeister Bernhard Bosecker. Der Entwurf stammte von dessen Sohn Julius Bosecker.

## Arnoldhütte

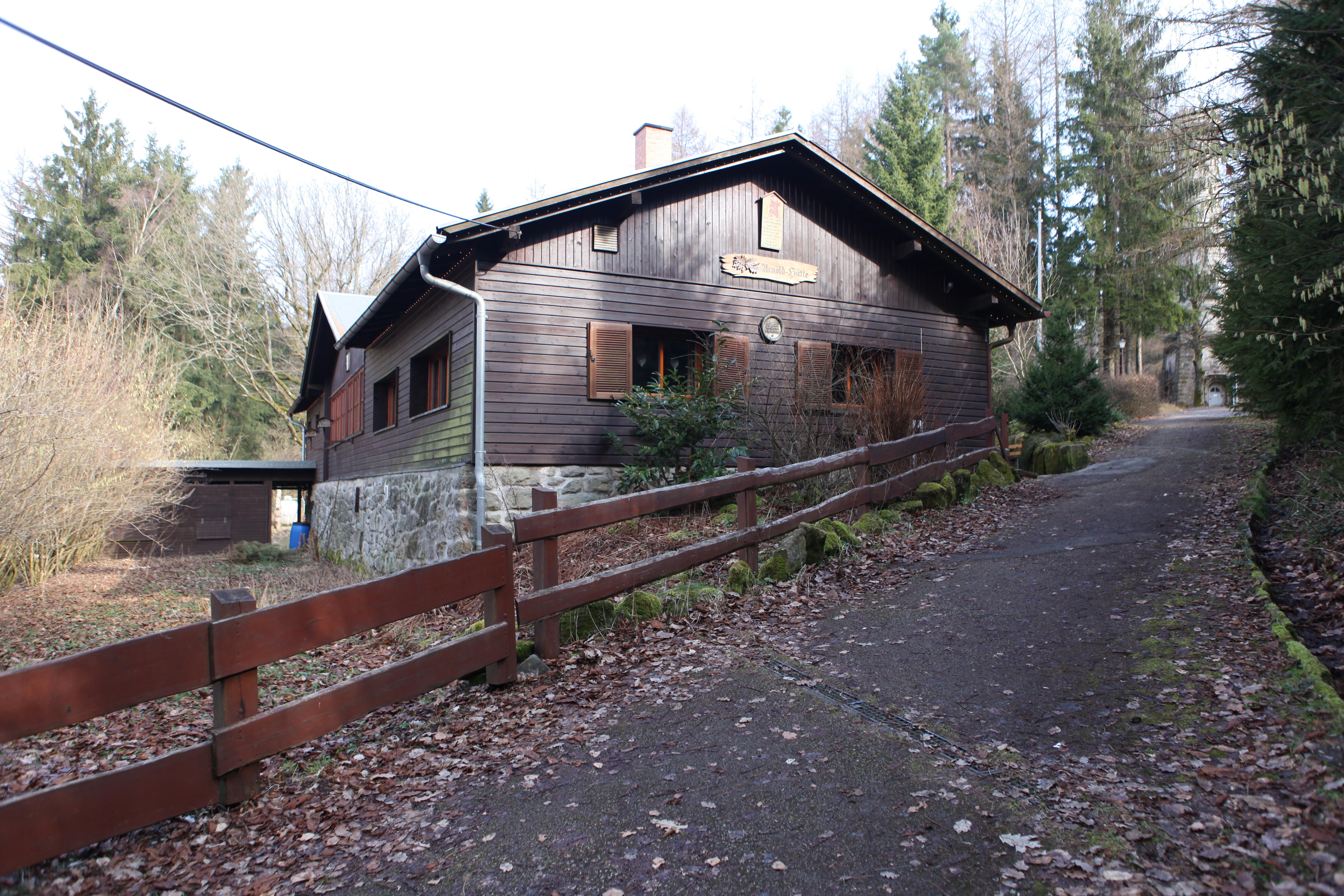
Arnoldhütte auf dem Muppberg

1926 ließ der Verschönerungsverein Neustadt auf dem Muppberg eine Schutzhütte errichten. Die Blockhütte kostete 2600 Mark und wurde am 16. Mai 1926 eingeweiht. Sie wurde seit 1932 offiziell Arnoldhütte genannt. Nach dem Ausbau folgte die ganzjährige Bewirtschaftung.

## Ottilienkapelle
Früher stand auf dem Muppberg die „Ottilienkapelle“, die vermutlich nach 1071 gegründet wurde. Indirekte Belege für die Existenz der Kapelle gibt es aus dem Jahr 1343. Im 16. Jahrhundert war die Kapelle Wallfahrtsstätte. Nach der Einführung der Reformation wurde die Wallfahrtskirche 1533 abgebrochen.

## Theaterstück
Der Dramatiker Tankred Dorst verwendet für den Muppberg in seinem Theaterstück „Auf dem Chimborazo“ wegen der innerdeutschen Grenze und der handelnden Personen symbolisch den Namen eines fernen südamerikanischen Berges.